# Fimbristylis perlaxa
Fimbristylis perlaxa är en halvgräsart som beskrevs av Jisaburo Ohwi. Fimbristylis perlaxa ingår i släktet Fimbristylis och familjen halvgräs. Inga underarter finns listade i Catalogue of Life.